# Liste historischer Bewehrungsstähle in der Schweiz
Dies ist eine Liste historischer Bewehrungsstähle in der Schweiz. Historische Bewehrungsstähle haben eine hohe Bedeutung im Bauen im Bestand, da diese so bestimmt werden können. Entsprechend gibt es in der Schweiz ein Forschungsprojekt, welches die mechanischen Eigenschaften bestimmt. Auch in der SIA269/2 werden mechanische Eigenschaften publiziert. In der Schweiz gibt es seit der SIA 112 von 1935 durch den SIA genormte Bewehrungsstähle.
| Stahlsorte / Produkt | Norm und Jahr  | fsk [N/mm2] | ftk [N/mm2] | εuk [-] | Duktilitätsklasse | fsm [N/mm2] | ftm [N/mm2] |
| -------------------- | -------------- | ----------- | ----------- | ------- | ----------------- | ----------- | ----------- |
| S 235                | SIA 162 (1989) | 235         | 360         |         | B                 |             |             |
| S 500 a              | SIA 162 (1989) | 500         | 600         | 50      | B                 | 550         | 710         |
| S 500 b              | SIA 162 (1989) | 500         | 550         |         | A                 | 550         |             |
| S 500 c              | SIA 162 (1989) | 500         | 580         | 50      | B                 | 550         | 630         |
| S 500 d              | SIA 162 (1989) | 500         | 550         | 25      | A                 | 545         | 600         |
| S 550                | SIA 162 (1989) | 550         | 580         |         | A                 | 610         | 640         |
| I                    | SIA 162 (1968) | 235         | 360         |         | B                 | 330         |             |
| III a                | SIA 162 (1968) | 450         | 550         | 50      | B                 | 550         | 580         |
| Box-Ultra            | SIA 162 (1968) |             |             |         | C                 |             | 730         |
| topar                | SIA 162 (1968) |             |             |         | C                 |             | 630         |
| IIIb                 | SIA 162 (1968) | 450         | 470         |         | A                 | 550         |             |
| IV                   | SIA 162 (1968) | 530         | 560         |         | A                 |             |             |
| I                    | SIA 162 (1956) | 235         | 355         |         | B                 |             |             |
| II a                 | SIA 162 (1956) | 345         | 410         |         | B                 | 440-530     | 530         |
| Caron-Stahl          | SIA 162 (1956) |             |             |         | C                 | 440-530     | 680         |
| II b                 | SIA 162 (1956) | 345         | 510         |         | B                 | 440         | 610         |
| normaler Stahl       | SIA 112 (1935) | 240         | 360-350     |         | B                 | 300-330     |             |
| hochwertiger Stahl   | SIA 112 (1935) | 350         | 520-620     |         | B                 | 400-480     | 500         |
| Stahl 52             | SIA 112 (1935) |             |             |         | B                 |             | 590         |

Dabei sind:
fskCharakteristischer Wert der Streckgrenze
ftkCharakteristischer Wert der Zugfestigkeit
εukCharakteristischer Wert der Bruchdehnung
fsmMittelwert der Streckgrenze
ftmMittelwert der Zugfestigkeit
Zum Vergleich die Werte der SIA262:2003:
| Stahlsorte / Produkt | Norm und Jahr | fsk [N/mm2] | ftk [N/mm2]     | εuk [-] | Duktilitätsklasse | fsm [N/mm2] | ftm [N/mm2] |
| -------------------- | ------------- | ----------- | --------------- | ------- | ----------------- | ----------- | ----------- |
| B500A                | SIA262 (2003) | 500         | 525             | 25      | A                 | 545         | 600         |
| B500B                | SIA262 (2003) | 500         | 540             | 50      | B                 | 550         | 710         |
| B450C                | SIA262 (2003) | 450-550     | 520-610 635-745 | 75      | C                 |             |             |
| Topar-S 500C         | SIA262 (2003) | 500         | 675             | 75      | C                 | 535         | 640         |